# Alectis ciliaris
Alectis ciliaris es una especie de peces de la familia Carangidae en el orden de los Perciformes.

## Morfología
Los machos pueden llegar alcanzar los 150 cm de longitud total y los 22 kg de peso.

## Alimentación
Come crustáceos, pequeños cangrejos y peces.

## Hábitat
Vive entre los 60 y los 100 m de profundidad.

## Distribución geográfica
Se encuentra en las costas del Atlántico occidental (desde Massachusetts y Bermudas hasta Brasil, incluyendo el Mar Caribe y el golfo de México), del Atlántico oriental (desde Senegal hasta la República del Congo), del océano Índico occidental (desde el mar Rojo hasta Sudáfrica y Sri Lanka) y del Pacífico oriental (desde México hasta Perú).